# フリードリヒ＝カール・ミュラー (空軍中佐)
フリードリヒ＝カール・"トゥッティ"・ミュラー(ドイツ語: Friedrich-Karl "Tutti" Müller、1916年12月25日 - 1944年5月29日)は、ドイツの軍人。最終階級は空軍中佐。第二次世界大戦では600回以上の出撃で140機を撃墜したエース・パイロットであり、その功績から柏葉付騎士鉄十字章が贈られた。

## 経歴
第二次世界大戦当初、ミュラーは第53戦闘航空団第8中隊に所属していた。彼は1940年5月27日にフランス空軍の戦闘機カーチス・ホークを撃墜したが、これが彼にとっての初戦果である。その後、バトル・オブ・ブリテンで2機のイギリス空軍機を墜とすなどして、フランス侵攻以降計8機の撃墜を記録した。
1941年6月にバルバロッサ作戦が発動されると、それに伴う東部戦線にミュラーは参戦し、9月上旬には20機を撃墜した。11月、第53戦闘航空団第1中隊の中隊長に就任。1942年春、第1中隊はシチリアに置かれていたドイツ空軍地中海基地に配置され、彼はマルタ上空で3機のホーカー・ハリケーンを墜とした。
1942年5月、再び東部戦線に戻ったミュラーは8月に25機、9月にはさらに35機と、着々と撃墜を重ねていった。中尉へ昇進した彼は、9月19日に短期間での18機撃墜(9月16日に4機、9月17日に5機、9月18日に7機、9月19日に2機)を称えて騎士鉄十字章が贈られた。後日、彼の総撃墜数は100機を突破したが、これはドイツ空軍のパイロットとして23人目の事である。そのため、騎士鉄十字章を受章した数日後の9月23日、ヴィルヘルム・クリニウスとともに柏葉付騎士鉄十字章を受章した。
1942年11月、大尉となったミュラーは第53戦闘航空団第I飛行隊の飛行隊長に就任した。1943年4月までに彼はさらに12機を墜とし、撃墜数は115機に達した。5月、彼は戦争神経症に罹ったため半ば強制的に休暇をとらされた。1944年2月、少佐となった彼は第3戦闘航空団『ウーデット』第IV飛行隊の飛行隊長に転属し、ドイツ本国の防衛に徹することとなった。3月8日、アメリカ陸軍航空軍の4発重爆撃機を3機墜とし、撃墜数を122機としている。3月24日には第3戦闘航空団の司令に就任。
1944年5月29日、ミュラーは搭乗するメッサーシュミット Bf109 G-6で低高度での着陸を試みたが失敗し、事故死した。最終的な彼の撃墜数は140機(フランス侵攻で8機、東部戦線で89機、西部戦線で17機の4発重爆を含む55機)であった。

## 叙勲
- 鉄十字章
  - 二級鉄十字勲章1939年章 (1940年4月17日)[6]
  - 一級鉄十字勲章1939年章 (1940年6月20日)[6]
- 1941年/1942年東部戦線冬季戦記章
- 騎士鉄十字章
  - 騎士鉄十字章 (1942年9月19日)[7][注釈 1]
  - 柏葉付騎士鉄十字章 (1942年9月23日、126人目)[3][注釈 2]
- ドイツ十字章
  - ドイツ十字章金章 (1943年11月15日)[11]
- 空軍名誉杯 (1943年12月13日)[9]
- 空軍前線飛行章
  - ペナント付き黄金空軍前線飛行章500回
- パイロット章
- 国防軍勤続章
  - 四等国防軍勤続章
- 国防軍軍報
  - 1944年4月19日付国防軍軍報